# Пелтініш (Бузеу)
Пелтініш (рум. Păltiniș) — село у повіті Бузеу в Румунії. Входить до складу комуни Гура-Тегій.
Село розташоване на відстані 116 км на північ від Бухареста, 49 км на північний захід від Бузеу, 129 км на захід від Галаца, 63 км на схід від Брашова.

## Населення
За даними перепису населення 2002 року у селі проживали 737 осіб, з них 735 осіб (99,7%) румунів. Рідною мовою 736 осіб (99,9%) назвали румунську.